# Экстрадиция (телесериал)
«Экстрадиция» (пол. Ekstradycja) — остросюжетный польский телесериал режиссёра Войцеха Вуйчика. В главной роли, комиссара полиции Ольгерда Хальского — Марек Кондрат.
Идея сериала принадлежит Витольду Хорвату, автору популярного детектива «Святые волки» (Święte wilki). Замысел экранизировать книгу не был реализован, но в сотрудничестве с режиссёром Войцехом Вуйчиком был написан сценарий остросюжетного криминального сериала о польской действительности начала девяностых.
Первоначально фильм вышел на видео и сразу же завоевал необычайную популярность у зрителей. Всего было снято три сезона по 6, 9 и 10 серий, вышедших, соответственно, в 1995, 1997 и 1999 годах. В различных эпизодах сериала снимались звёзды польского кино и телевидения Януш Гайос, Мариан Опаня, Барбара Брыльска, Беата Тышкевич а также многие другие. В России сериал демонстрировался на телеканалах ТНТ, СТС, НТВ, 31 канал/М1, «Столица» и «Мир».

## Сюжет
Главный герой сериала — комиссар полиции Ольгерд Хальский (Марек Кондрат) — ведёт борьбу с разгулом бандитизма и наркомафии, при этом зачастую сталкиваясь с непониманием коллег и начальства, а также с нерешёнными проблемами в личной жизни.
В первом сезоне Хальский противостоит наркомафии и занимается поисками смертоносного белого порошка с Востока. Во втором сезоне он ведёт борьбу с бандитами русских и литовских организованных преступных группировок. Третий сезон снят в жанре политического детектива, затрагивает проблемы коррупции.

## В ролях
В главных ролях:
- Марек Кондрат — Ольгерд Хальский / Olgierd Halski
- Витольд Дембицкий — Стефан Савка, инспектор столичной полиции / Stefan Sawka
- Малгожата Печиньска — Сабина Борковская, бизнесвумен, сестра Хальского / Sabina Borkowska
- Оля Росиньская — Бася, дочь Хальского / Basia
- Кшиштоф Кольбергер — Ежи, шеф УОП, друг Хальского / Jerzy
- Рената Данцевич — Беата, няня Баси, любовница Хальского / Beata
- Аркадиуш Базак— комендант полиции
- Евгениуш Малиновски - Саша, русский бандит
- Лев Рывин — Иннокентий Иванов, босс русской мафии
- Алексей Авдеев — Аркадий Зайцев, резидент русской мафии в Польше
- Ежи Треля — Гундис, главарь литовской мафии
- Януш Гайос — Тувара
- Мария Пакульнис — Надежда
- Данута Стенка — Кристина
- Тадеуш Жимков — Войтек, агент разведки под прикрытием
- Ян Энглерт — Ковальский
- Адам Ференцы— Антоний Фидук
- Петр Махалица — генерал Гура из УОП
- Павел Вилчак — Юрий
- Марек Валчевский — Икс из аппарата Совмина
- Эдвард Линде-Любашенко — русский агент
- Олаф Любашенко — майор Кульский
- Беата Тышкевич
- Здислав Вардейн — Петер Новотный
- Богуслав Собчук — Министр внутренних дел

## Награды
- 1998 — Telekamera (приз читателей журнала TeleTydzień) в категории «лучший сериал»